# Алексеевка (Асекеевский район)
Алексе́евка — село в Асекеевском районе Оренбургской области. Административный центр Алексеевского сельсовета.

## География
Село находится на расстоянии 25 км к востоку от села Асекеево, административного центра района.

### Часовой пояс
Село Алексеевка как и вся Оренбургская область, находится в часовой зоне МСК+2. Смещение применяемого времени относительно UTC составляет +5:00.

## Население
| 2010 |
| ---- |
| 272  |